# Algermissen
Algermissen è un comune di 7.908 abitanti della Bassa Sassonia, in Germania.
Appartiene al circondario (Landkreis) di Hildesheim (targa HI).

## Geografia antropica

### Suddivisioni amministrative
Oltre al capoluogo (Algermissen), il territorio comunale comprende le frazioni (Ortsteil) di Bledeln, Groß Lobke, Lühnde, Ummeln e Wätzum.